# Xəzər (Rayon)
Koordinaten: 40° 27′ N, 50° 7′ O
Xəzər ist ein Stadtbezirk Bakus auf der Halbinsel Abşeron. Der Stadtbezirk hat 168.400 Einwohner (Stand: 2021). 2009 hatte er 168.700 Einwohner sowie eine Fläche von 396 km². Am 11. Mai 2010 wurde der Bezirk auf Parlamentsbeschluss von Əzizbəyov zu Xəzər umbenannt.
Zum Stadtbezirk gehören folgende acht Gemeinden:
- Binə
- Buzovna
- Mərdəkan
- Qala
- Şağan
- Şüvəlan
- Türkan
- Zirə